# Pietro IV Candiano
Pietro IV Candiano, född okänt år, död 976, var en venetiansk doge. Han var regerande doge av Venedig 959–976.